# 波希米亚狂想曲
《波西米亚狂想曲》（英語：Bohemian Rhapsody）是皇后乐队的歌曲，由弗雷迪·默丘里创作，最初版本收录在專輯《A Night at the Opera》（1975年）中。本曲結構極為特殊，無重複的副歌，而是由几个風格差異甚大的部分構成，包括谣曲、吉他独奏、歌劇、硬摇滚等，并且充满着猛烈的意识流与噩梦色彩。本曲在西方社會相当為人熟知，常被简称为“Bo Rhap”或“Bo Rap”。在当时，它是有史以来制作费最高的单曲，现在仍为流行音乐史上最精心设计的复杂作品之一。

## 迴響
其作为單曲推出後，取得了巨大的商业成功：连续九周登顶英國單曲排行榜，截止1976年1月在英國國內銷售超過100萬張，創下當時英國史上銷售最高單曲紀錄；在1991年默丘里去世后再次连续五周登顶，最终成为英国史上最畅销单曲第三；在几个海外市场也登顶，包括加拿大、澳大利亚、新西兰、爱尔兰和荷兰，成为全世界唱片業史上最畅销单曲之一；在美国第一次发行最高到畅销榜上第九，但1992年电影《韦恩的世界》用此曲作为原声后重新激发了它的流行程度，排到榜上第二。
尽管刚开始评论界的反应褒贬不一，《波西米亚狂想曲》仍是皇后乐队最热门的歌曲之一。为此单曲制作的音乐錄影帶被很多学者认为是有开拓性意义的。2004年，此曲被收入格莱美名人堂。2012年，英國獨立電視台(ITV)组织的民众投票中，此曲被选为过去60年间“全国最喜爱的歌”。2018年的同名傳記電影《波希米亞狂想曲》上映5週就成為史上最賣座的音樂傳記電影，全球總票房吸金超過8億美元（美國賣座超過2億美元，其他國家則達6億美元），並使這首單曲的音樂和MV串流播放次數高達逾16億次，成為20世紀全球串流播放次數最多的歌曲。

## 制作过程
弗雷迪·默丘里在西伦敦肯辛顿的家中创作了《波西米亚狂想曲》的大部分。这首歌的制作人罗伊·托马斯·贝克讲述了默丘里曾如何在钢琴上弹奏开始的谣曲部分给他听：“他用钢琴弹了开头部分，接着停下来说：‘这里就是歌剧部分开始的地方！’然后我们一起出去吃晚饭了。”吉他手布莱恩·梅说乐队觉得默丘里的最初设想“很有趣、有独创性，值得继续发展”。梅说很多皇后的原材料在录音室中完成，但在他们开始之前整首歌都已“存在于在弗雷迪的脑海中”了。音乐学者希拉·怀特勒（Sheila Whiteley）认为：“标题有关当时的摇滚思想，波希米亚艺术家世界中的个人主义，加上‘狂想曲’指向艺术摇滚的浪漫主义理想。”说到波希米亚主义，朱迪丝·帕雷诺（Judith Peraino）说：“默丘里想要……（这首歌）成为伪歌剧，在摇滚歌曲的范围之外，而它的确采用了一些歌剧特点：多轨录制的合唱和咏叹调般的独唱交替进行，情绪夸张剧烈，情节模糊混淆。”
Smile的前键盘手和默丘里的朋友克里斯·史密斯（Chris Smith）说，默丘里在1960年代后期就开始创作《波西米亚狂想曲》；他过去常常在钢琴上弹奏自己正在写的曲子，其中一个片段叫做“牛仔歌”，含有多年后出现在完成版中的歌词“妈妈……我刚刚杀了个人”。
在赫里福德郡的排练三周后，1975年8月24日在蒙茅斯附近的洛克菲尔德录音室开始录音。期间还用了额外的四个录音室（Roundhouse, SARM (East), Scorpion和Wessex）。据几位乐队成员说，因为这首歌之前就已在默丘里的脑海中成型，他自始至终导演了整个过程。默丘里弹奏的是一架贝希斯坦牌演唱会大三角钢琴，在音乐錄影帶和英国巡演中也使用了它。这首歌因为它的复杂性分部录制，再剪辑在一起。
梅、默丘里和泰勒据说每天连续唱10到12个小时。

## 结构和分析
这首歌由可分为6个部分：序曲、谣曲、吉他独奏、歌剧、硬摇滚和尾声。一首歌中风格、音调和音速如此的突然变化是摇滚乐中十分罕见的。乐队的另外两首歌《My Fairy King》和《The March of the Black Queen》中可以见到这种风格的雏形。

### 序曲部分（0:00–0:49）
歌曲由降B大調上的五声部无伴奏合唱开始，虽然在MV中四个成员都假唱了，但这部分完全是默丘里一人声音的多轨录音。歌词中质问生活是真实的还是虚幻的，然后以“no escape from reality（无法逃离现实）”作结。14秒后，三角钢琴的声音加入，默丘里的独唱和其他和声部分交叉进行。歌中的叙述者自称为“just a poor boy（只是一个可怜/贫穷的男孩）”但申明他“needs no sympathy（不需要同情）”因为他“easy come, easy go（来得容易去得快）”然后“little high, little low（时而高兴时而消沉）”；如果听立体声，“little high”和“little low”两句分别来自左右声道。贝斯的加入和熟悉的交叉手钢琴伴奏的开始标志这一部分的结束。

### 谣曲部分（0:49–2:35）
降B大調上熟悉的钢琴旋律重复两次后，默丘里的声音进入，他的声音逐渐从和谐轻柔变得情绪激烈。叙述者对他的妈妈说他“just killed a man（刚刚杀了个人）”，“a gun against his head（用枪抵着他的头）”从而毁了自己的人生。怀特勒（Whiteley）评论这段“忏悔”为“对女性给予新生的能力的肯定和对赦罪的需求.”多彩的贝斯线变调为降E大调，加强绝望的情绪。就在此时（1:19）泰勒的鼓进入（和《We Will Rock You》相同的1-1-2节奏），叙述者在新的音调中开始第二次祈求他的“妈妈”，重复使用之前的主旋律。他对自己“making you cry（让你哭泣）”感到遗憾然后劝妈妈“carry on as if nothing really matters（继续生活下去就好像什么都没发生过）”。一句短小下降的钢琴旋律变奏引入第二节。
第二节开端重复了两次第一节的降B大調旋律，叙述者由于自己的杀人行为变得消沉而崩溃（梅的吉他在1:50时进入，模仿钢琴的高音部分）。唱“sends shivers down my spine（我的脊椎抽搐发抖）”这句时，梅在吉他琴桥另一边的弦上弹奏来模仿树铃的音效。叙述者说了再见，声明自己要走了“to face the truth（去面对现实）”承认“I don't want to die / I sometimes wish I'd never been born at all（我不想死，有时我希望自己根本没有被生下來过）”。正是此时吉他独奏进入，结束了这一部分。

### 吉他独奏部分（2:35–3:03）
当默丘里唱出“I sometimes wish I'd never been born at all（有时我希望自己根本没有被生出来过）”时，乐队演奏变得激烈，引入布莱恩·梅作曲并演奏的吉他独奏，连接起谣曲和歌剧这两个部分。当下降的贝斯线奏出新音调，整个乐队在3:03突然静止，只剩钢琴在A大調上轻声的和弦断奏。

### 歌剧部分（3:03–4:07）
节奏和和声的一连串快速变化引入伪歌剧部分，包括大量复杂的多轨录音演唱，描绘了叙述者坠入地狱的情形。乐句的能量不断变化，从默丘里伴着钢琴一个人的声音，到贝斯、钢琴、鼓和定音鼓支持下的多声部合唱。梅、默丘里和泰勒每天连续唱自己的声部10到12个小时，创造出180个分开的录音，以取得合唱团的效果。这些录音再合并为连续的次混音。

### 硬摇滚部分（4:07–4:56）
歌剧部分结束后引入一段侵略性的硬摇滚/重金属音樂风格的插曲，默丘里创作了这部分的吉他重复段（Guitar riff）。在4:15，默丘里唱出双轨录制的愤怒歌词，对象“你”没有特别指明。叙述者指责他或她对自己的背叛、侮辱，坚持说“can't do this to me, baby（不能这样对我，宝贝）”，可以理解为是对谣曲部分中某些事件的闪回。接着是三句上升的吉他旋律，然后默丘里在钢琴上奏出该旋律的降B大调版，歌曲逐渐放缓进入尾声部分。

### 尾声部分（4:56–5:55）
硬摇滚部分完结后，钢琴声和电吉他声响起，歌曲速度缓缓变慢，其他乐器音量慢慢降低至消失，剩下独奏的钢琴和电吉他，在歌曲最后几句，重复了在第一、第二、第四部分尾句的歌词，以降E大调及较慢的速度唱出“Nothing really matters to me”，强调歌曲的主要思想：「所有事情已经与我无关」，抒发了内心深处强烈的感情，经过一小段吉他和钢琴的演奏，转为Ｆ大调的钢琴和音“anywhere the wind blows”呼应序奏和铜锣以最小的音量完结整首歌曲。

## 歌词含义
《纽约时报》评论道：“此曲最显著的特点是宿命论的歌词。”默丘里除了提及此曲有关感情关系，拒绝对他的创作作出解释，整个乐队仍然守着这首歌的秘密。布莱恩·梅同意这首歌是有关默丘里隐藏着的个人精神创伤。他回忆道：“弗雷迪是一个很复杂的人，表面上轻浮搞笑，但内心隐藏了不安全感，隐藏了他的人生要和他的童年清算的问题。他从未解释过歌词，但我觉得他把很多的自我投入了这首歌。”尽管如此，梅说乐队已经对此达成一致——歌词的核心是创作者的个人隐私。BBC三台关于该曲制作过程的纪录片中，罗杰·泰勒坚称这首歌真正的含义“相当不言自明，除了中间一小部分的胡言乱语”。
然而，乐队在伊朗发行的精选集盒式卡带中包含了一本小册子，上面有波斯语的翻译和解释。在解释中，《波西米亚狂想曲》是关于一个年轻人意外杀了人，像浮士德一样把灵魂出卖给了魔鬼。行刑前的夜晚，他用阿拉伯语呼喊上帝“太斯米(Bismillah)”，在天使的帮助下从魔鬼伊布力斯手中重新得到自己的灵魂。
评论家们仍然在不断推测歌词背后的含义。一些人认为歌词描述了一位自杀的杀人犯被魔鬼追赶，或者是一次行刑前发生的事件。后一种解释指向加缪的小说《異鄉人》作为可能的灵感来源，小说中讲述了一个年轻人因犯谋杀罪，在行刑前得到顿悟。其他人认为歌词只为配上音乐而写，没有特别的含义，如默丘里自己所说“任意的、押韵的胡言乱语”。
还有一些人把它诠释为默丘里对个人私事的一种表达。音乐学者希拉·怀特勒(Sheila Whiteley)注意到默丘里在作此曲时在私生活上到了一个转折点。他和女友玛丽·奥斯丁(Mary Austin)同居了7年，但此时开始和男性有情爱关系。她提出可通过这首歌窥见默丘里当时的感情状态，“和（妈妈）玛丽住在一起，想要挣脱开(Mamma Mia let me go)”。

## 发行
1975年当乐队想发行这首单曲时，多位主管建议此曲太长，有5分55秒，不可能热销。据制作人罗伊·托马斯·贝克说，他们通过给“首都伦敦”电台DJ肯尼·艾佛利放这首歌的办法绕过这个问题。他说：“我们跟他说如果他能保证不播放，我们就给他一份拷贝。‘我不会放的。’他眨了眨眼……”他们的计划成功了——艾佛利只放了这首歌的一部分来撩拨听众。他两天内在自己的节目中把这首歌完整地播放了14遍，引发了听众的需求。接下来的周一，大群的粉丝想要买这首单曲，却被唱片店告知这首歌还没有发行。同一个周末，美国RKO电台的运营者保罗·德鲁(Paul Drew)在伦敦听到艾佛利的节目。他设法弄到了拷贝，开始在美国播放，这迫使皇后乐队的美国厂牌Elektra做出行动。贝克在《Sound on Sound》杂志采访中回忆：“那情形很奇怪，大西洋两岸都在放这首唱片公司声称永不会发行的歌！”最终，未删减的单曲得以发行，以《I'm In Love With My Car》作为B面。
这首歌成为1975年英国圣诞排行榜第一，维持了9周。《波西米亚狂想曲》是第一首也是唯一的一首两次（使用同一次录音的版本）成为英国圣诞排行榜第一的歌曲。第二次是在1991年墨裘瑞逝世后的再次发行（与《These Are the Days of Our Lives》作为A面双单曲），维持了5周。
在大洋的另一边，这首歌尽管没有取得像在英国那样的成功，也在榜上表现不凡，1976年第一次发行排到畅销榜上第九，再次发行排到榜上第二。在一次回顾采访中，《滚石杂志》的安东尼·德柯蒂斯解释了这首歌在美国排行榜上表现相对弱势的原因：“它是那种在美国不太受热烈欢迎的类型的经典例子。”然而，它相对长的上榜时间（24周）使它在1976年最畅销单曲名单上位列第18位——比一些第一名单曲更高。这首单曲也因为在美国销售超过一百万张而认证为金唱片。它在加拿大的进展更好，于1976年5月登顶RPM排行榜。

## 琐事
- 佛萊迪·墨裘瑞在各场演唱会上以完全不同的风格唱出此歌。
- 唯一一支分别两次销量超过百万的英国单曲。
- 唯一一支分别两次成为圣诞排行榜第一的英国单曲，即在1975年，1976年，1991年和1992年分别至少一次位居排行榜第一。
- 歌曲使用了“Bismillah”一词，即阿拉伯语中的“Basmala”（以神/真主的名义）。
- “Beelzebub”（別西卜）的名字，即被腓力斯的埃克隆城所崇拜之神的名字，被使用在歌词中。这也是基督教著作中所用的撒但或恶魔的别名。
- 这首歌的歌词被「怪人奧爾」揚科維奇以不同的节奏和旋律用在 Alapalooza 专辑中的“波西米亚波尔卡”（Bohemian Polka）一曲中。
- 马克西姆·姆尔维察的專輯變奏者1&2中亦有收錄此曲，為他本人的鋼琴演奏版。
- 日本歌手宇多田光生涯第一次大型巡迴演唱取名為BOHEMIAN SUMMER 2000，也是受到本曲影響。

## 榜单排行
| 榜单（1975年）             | 最高 排位 |
| -------------------------- | --------- |
| 英國（官方榜单公司單曲榜） | 1         |

| 榜单（1976年）                       | 最高 排位 |
| ------------------------------------ | --------- |
| 澳大利亚（肯特音乐报导）             | 1         |
| 奥地利（Ö3四十强单曲榜）             | 8         |
| 比利时佛兰德（Ultratop五十强单曲榜） | 1         |
| 加拿大（《RPM》）                    | 1         |
| 德国（德國官方單曲榜）               | 7         |
| 荷兰（百强单曲榜）                   | 1         |
| 新西兰（新西兰唱片音乐协会单曲榜）   | 1         |
| 挪威（世道單曲榜）                   | 4         |
| 瑞典（瑞典最熱榜）                   | 18        |
| 瑞士（瑞士热门音乐榜）               | 4         |
| 美国（《告示牌》百大單曲榜）         | 9         |

| 榜单（1992年）                       | 最高 排位 |
| ------------------------------------ | --------- |
| 澳大利亚（澳大利亚唱片业协会單曲榜） | 5         |
| 加拿大（Canadian Hot 100）           | 18        |
| 法国（法國唱片出版業公會單曲榜）     | 15        |
| 美国（《告示牌》百大單曲榜）         | 2         |

| 榜单（1975年）               | 排位 |
| ---------------------------- | ---- |
| 英国（英国市场调查局单曲榜） | 22   |
| 榜单（1976年）               | 排位 |
| 加拿大（《RPM》百强单曲榜）  | 6    |
| 英国（英国市场调查局单曲榜） | 35   |
| 美國（《告示牌》百強單曲榜） | 18   |
| 榜单（1991年）               | 排位 |
| 英国（Gallup单曲榜）         | 2    |
| 榜单（1992年）               | 排位 |
| 英国（Gallup单曲榜）         | 15   |
| 美國（《告示牌》百強單曲榜） | 39   |

| 榜单（1970年-1979年）      | 排位 |
| -------------------------- | ---- |
| 英國（官方榜單公司單曲榜） | 7    |

## 皇后樂隊的评论
|                 | 我要粉碎一些幻想：这首歌只是我为这专辑写的一批歌曲之一。最初我几乎放弃了它，但后来它逐渐发展成熟。期间我们开始决定把哪首歌作为单曲，有几首候选——曾一度考虑《The Prophet's Song》，但后来感觉《波希米亚狂想曲》似乎应该是那一首。那时其他几位想要删减一点，但被我拒绝了。要发行就发行完整版。我们知道这样非常冒险，但我们对这首歌太有信心了——至少我自己有。我从心底里感觉，如果它成功了，它会赢得很多尊敬。很多人都在说，你在开玩笑吧，他们永远不会播放它的，只有最初的几个酒吧会放然后就会销声匿迹了。我们争吵了无数次。EMI很震惊——一首6分钟的单曲？你一定是在开玩笑！同样的事发生在美国——噢，它只有在英国才行得通。 |
| ——弗雷迪·默丘里 | |

|             | 当我们完成专辑《A Night at the Opera》，我们想先在英格兰发行专辑里的这首单曲。我们在英格兰发行的时候没有想到它一定会在美国发行，因为即使在这里我们也知道，美国的口味甚至更加（犹豫）……苛刻。我们的确有把英格兰发行版删减的想法，但我们听了一遍又一遍，没有找到可改动的部分。我们尝试了一些想法，但如果你删减它，你总是失去了歌曲的一些部分，我们只能保持它的完整。幸运的是它成功发行了。 |
| ——约翰·迪肯 | |

## 参与成员
- 弗雷迪·默丘里：主唱、钢琴、伴唱
- 布莱恩·梅：主音吉他、节奏吉他、伴唱
- 约翰·迪肯：贝斯、伴唱
- 罗杰·泰勒：鼓、定音鼓、锣、伴唱、尖叫

## 脚注
1. 1 2 3 4 5  Cunningham 1995.
2. ↑  Hodkinson 2004，第194頁.
3. ↑  Corn 2005，第24頁.
4. ↑  Heatley 2008，第109頁.
5. ↑  The Recording Academy 2004.
6. ↑  "Queen’s Bohemian Rhapsody voted the Nation’s Favourite Number 1 Single" （页面存档备份，存于）. Official Charts Company. Retrieved 17 January 2012
7. ↑  波希米亞狂想曲 20世紀全球串流次數最多歌曲 （页面存档备份，存于） ，中央通訊社，2018-12-11
8. 1 2 3 4 5 6  BBC 2004b.
9. 1 2 3 4 5  Chiu 2005.
10. 1 2  Whiteley 2006，第252頁.
11. ↑  Peraino 2005，第230頁.
12. ↑  Smith, Chris, ,  (documentary), BBC, 2011.
13. ↑  Hodkinson 2004，第192頁.
14. 1 2  Black 2002.
15. ↑  Davis 1993，第20頁.
16. ↑  BBC 2004a.
17. 1 2  Whiteley 2006，第253頁.
18. ↑  BBC 2005.
19. ↑  Billboard Top 100 – 1976. . Longboredsurfer.com.   [2011-05-28]. （原始内容存档于2011-05-21）.
20. ↑  . RIAA.   [2011-08-10]. （原始内容存档于2016-01-03）.
21. ↑  . Collectionscanada.gc.ca.   [2011-05-28]. （原始内容存档于2012年10月23日）.
22. ↑  "Official Singles Chart Top 100". Official Charts Company.  （英語）.
23. ↑  Kent, David. . 1993. ISBN 0-646-11917-6.
24. ↑  "Austriancharts.at – Queen – Bohemian Rhapsody". Ö3 Austria Top 40.   （德語）.
25. ↑  "Ultratop.be – Queen – Bohemian Rhapsody". Ultratop 50.    （荷蘭語）.
26. ↑  . RPM. 1976-05-01, 25 (5)  [2015-11-15]. （原始内容存档于2015-11-17）.
27. ↑  "Queen – Bohemian Rhapsody". GfK Entertainment charts.    （德語）.
28. ↑  "Dutchcharts.nl – Queen – Bohemian Rhapsody". Single Top 100.  （荷蘭語）.
29. ↑  "Charts.nz – Queen – Bohemian Rhapsody". Top 40 Singles.  （英語）.
30. ↑  "Norwegiancharts.com – Queen – Bohemian Rhapsody". VG-lista.  （挪威語）.
31. ↑  "Swedishcharts.com – Queen – Bohemian Rhapsody". Singles Top 100.  （英語）.
32. ↑  "Swisscharts.com – Queen – Bohemian Rhapsody". Swiss Singles Chart.  （英語）.
33. 1 2  "Queen Chart History (Hot 100)". Billboard.  （英語）.
34. ↑  "Australian-charts.com – Queen – Bohemian Rhapsody". ARIA Top 50 Singles.    （英語）.
35. ↑  "Queen Chart History (Canadian Hot 100)". Billboard.  （英語）.
36. ↑  "Lescharts.com – Queen – Bohemian Rhapsody". Les classement single.  （法語）.
37. ↑  . Record Mirror and Disc (London, England: Spotlight Publications). 1976-01-10: 12.
38. ↑  Lyttle, Brendan. . RPM. Vol. 26 no. 14–15. 1977-01-08  [2015-11-03]. （原始内容存档于2015-11-17）.
39. ↑  . Music Week (London, England: Spotlight Publications). 1976-12-25: 25.
40. ↑  Hunter, Nigel (编). .  2nd. London, England: The British Phonographic Industry Ltd. 1977: 216–18. ISBN 0-906154-00-6.
41. ↑  . Billboard ("Billboard's Talent in Action" supplement). 1976-12-25: 6.
42. ↑  . Music Week. 1992-01-11: 20.
43. ↑  . Music Week. 1993-01-16: 8.
44. ↑  . Billboard ("1992: The Year in Music" supplement). 1992-12-26: YE-20.
45. ↑  . Music Week 1959–2009: Anniversary Special (London, England: United Business Media). September 2009: 18.
46. ↑  . Queenarchives.com. 1975-12-24  [2011-08-10]. （原始内容存档于2018-11-01）.
47. ↑  . Queenarchives.com.   [2011-08-10]. （原始内容存档于2018-06-14）.